# Riva del Sole
Riva del Sole är en frazione i kommunen Castiglione della Pescaia och en semesterby, belägen vid kusten i Toscana, Italien. 
Semesterbyn är uppförd bland pinjeträd och ligger i ett område med historiska och arkeologiska sevärdheter såsom Vetulonia, Pitigliano, Siena, Pisa och Florens. Anläggningen byggdes av svenska RESO (Reso AB) under åren 1958-60. Riva del Sole är fortfarande helt svenskägt, men har en internationell publik. 